# 混沌詩社
混沌詩社（こんとんししゃ）または混沌社は江戸時代中期、片山北海を盟主に大坂にて結成された漢詩結社。

## 概要
明和元年（1764年）に創立されるが、木村蒹葭堂の主催する蒹葭堂会がその前身となっていた。当時の大坂では、懐徳堂、泊園書院、梅花社と並ぶ有数の学問所として位置づけられる。そのメンバーは、儒者、医師、武士、商人など身分に関係なく多彩な顔ぶれが集った。
はじめ、長老となる鳥山崧岳、佐々木魯庵、田中鳴門、葛子琴、平沢旭山、河野恕斎、細合斗南、岡白洲、岡田寧處、大畠九齢らが発起人となって片山北海を盟主とし、その後、まもなく頼春水、篠崎三島、木村蒹葭堂、菅野錢塘、福石室、小山養快、隠岐茱軒、西村直、尾藤二洲、古賀精里、菱川岡山、井坂松石、曽谷学川らが加わり、大坂でもっとも盛んな詩社となる。
混沌詩社には後に寛政の三博士となる碩学や、漢詩人として一家を為すものなど多数の著名人を輩出した。菅茶山や大典顕常、中井竹山なども参加した。

## 詩社の様子
混沌詩社は毎月16日に北海の居宅「孤松館」にて開催された。題と韻が与えられると、メンバーは頭の中で詩作し、完成作品のみを紙に書き下すという方法で詩作がなされた。これを身分や年齢に関係なく、皆で論評しあい、推敲し、最後に北海がその善し悪しを裁定した。酒や膳が出されさながら宴席のような雰囲気だったようである。